# Tommy Lee Edwards
Pour les articles homonymes, voir Edwards et Tommy Edwards.
Tommy Lee Edwards est un dessinateur de comics américain.

## Biographie
Tommy Lee Edwards est titulaire d'un diplôme de l'Art Center College of Design. Après ses études, il travaille comme dessinateur de comics (Daredevil ou The Shield pour Marvel), (Batman pour DC Comics), etc. Parallèlement il illustre des albums pour enfants et travaille pour des studios de cinéma (DreamWorks, Lucasfilm, Warner Bros) ou de jeux vidéo (Electronic Arts).

## Œuvre

### Albums publiés en français
- 1985 : Visiteurs, scénario de Mark Millar, dessins de Tommy Lee Edwards, Panini Comics, collection 100 % Marvel, 2009  (ISBN 978-2-8094-0762-4)
- Bullet points, Panini Comics, collection 100 % Marvel,

1. Trajectoires en vol, scénario de Joe Michaël Straczynski, dessins de Tommy Lee Edwards, 2008  (ISBN 978-2-8094-0311-4)

- Starman omnibus, scénario de James Robinson, Panini Comics, collection DC Omnibus

1. Volume 1, dessins d'Amanda Conner, Chris Sprouse, Tommy Lee Edwards, Stuart Immonen, Teddy Kristiansen, Matt Smith, Gary Erskine, Tony Harris et Andrew Robinson, 2009  (ISBN 978-2-80940-861-4)

- Turf, Emmanuel Proust éditions, collection Atmosphères

1. Les Crocs de New York, scénario de Jonathan Ross, dessins de Tommy Lee Edwards, 2012  (ISBN 978-2-84810-392-1)
2. Il était une fois Harlem, scénario de Jonathan Ross, dessins de Tommy Lee Edwards, 2012  (ISBN 978-2-84810-402-7)

- Vampires (collectif), histoire courte, scénario de Richard Marazano, éditions Carabas, 2001  (ISBN 2-914203-03-9)[2],[3]

### Albums publiés en anglais
- Batman: Contagion, DC Comics, 1996 : crossover des séries Batman et Detective Comics

scénario de Dennis O'Neil, Chuck Dixon, Doug Moench, Christopher Priest et Alan Grant, dessins de Tommy Lee Edwards, Matt Haley, Dick Giordano, Kelley Jones, Barry Kitson, Dave Giarrano, Mike Wieringo, Graham Nolan, Frank Fosco et Jim Balent  (ISBN 1-563-89293-6)
- Gemini Blood, DC Comics, collection Helix

Species=Paratwa, scénario de Christopher Hinz, dessins de Tommy Lee Edwards, 1996
- The Invisibles Omnibus, scénario de Grant Morrison, dessins collectifs, DC Comics, collection Vertigo, 2012  (ISBN 978-1-401-23459-1)
- Mother Panic, DC Comics, 2016
- Rob Zombie presents: The Haunted World of El Superbeasto, scénario de Rob Zombie, dessins Tommy Lee Edwards, Alex Horley, Tony Moore, Jeffrey Scott Campbell et Kieron Dwyer, Image Comics, 2007  (ISBN 978-1-582-40788-3)
- Rocketeer Adventures, IDW Publishing

Volume one, scénario et dessins collectifs, 2011  (ISBN 978-1-613-77034-4)
- Starman, scénario de James Robinson, DC Comics

The Starman Omnibus volume 1, dessins de Christian Hojgaard, Amanda Conner, Chris Sprouse, Kim Hagen, Bjarne Hansen, Tommy Lee Edwards, Andrew Robinson, Tony Harris, Gary Erskine, Teddy Kristiansen et Matt Smith, 2008  (ISBN 978-1-40121-699-3)
- Testament, scénario et dessins collectifs, Metron Press, 2003
- Turf, scénario de Jonathan Ross, dessins de Tommy Lee Edwards, Image Comics

1. The Fangs of New York, 2010
2. Aliens with Dirty Faces, 2010
3. Bad Fellas, 2010
4. Once Upon a Time in Harlem, 2011
5. The Bloodfather, 2011

- The Uncanny X-Men, Marvel Comics

352. In Sin Air, scénario de Steve Seagle, dessins de John Cassaday, Terry Dodson et Tommy Lee Edwards, 1998
- Wolverine, Marvel Comics

73. A Mile in my Moccassins (1) / One Percenter (1), scénario de Daniel Way et Jason Aaron, dessins de Tommy Lee Edwards et Adam Kubert, 2009
74. A Mile in my Moccassins (2) / One Percenter (2), scénario de Daniel Way et Jason Aaron, dessins de Tommy Lee Edwards et Adam Kubert, 2009
- X-Force, Marvel Comics

91. Fallout, scénario de John Francis Moore, dessins de Tommy Lee Edwards, 1999